# Хазар (озеро)
Хазар (тур. Hazar Gölü, арм. Ծովք լիճ, Covk‘ lič) — рифтовое озеро в горах Тавр, в 22 км к юго-востоку от Элязыга, известное как источник Тигра. Ил Элязыг, Турция. Его длина составляет 20 км, а ширина 5—6 км, и оно имеет приблизительно эллиптическую форму.
В озере обитает эндемичный вид рыб — бесчешуйный афаний (Aphanius asquamatus). Вокруг озера расположены образовательные и рекреационные объекты, принадлежащие государственным учреждениям и организациям.
Ученые обнаружили 4000-летние археологические следы города под озером. Город был погружен в озеро Хазар около 1830 года. Турция желает зарегистрировать свой исторический «Затонувший город» в восточной Анатолии в списке всемирного наследия ЮНЕСКО.